# Hugues de Beaumont
 (juillet 2025).
La mise en forme du texte ne suit pas les recommandations de Wikipédia : il faut le « wikifier ».
Les points d'amélioration suivants sont les cas les plus fréquents. Le détail des points à revoir est peut-être précisé sur la page de discussion.
- Les titres sont pré-formatés par le logiciel. Ils ne sont ni en capitales, ni en gras.
- Le texte ne doit pas être écrit en capitales (les noms de famille non plus), ni en gras, ni en italique, ni en « petit »…
- Le gras n'est utilisé que pour surligner le titre de l'article dans l'introduction, une seule fois.
- L'italique est rarement utilisé : mots en langue étrangère, titres d'œuvres, noms de bateaux, etc.
- Les citations ne sont pas en italique mais en corps de texte normal. Elles sont entourées par des guillemets français : « et ».
- Les listes à puces sont à éviter, des paragraphes rédigés étant largement préférés. Les tableaux sont à réserver à la présentation de données structurées (résultats, etc.).
- Les appels de note de bas de page (petits chiffres en exposant, introduits par l'outil «  Source ») sont à placer entre la fin de phrase et le point final[comme ça].
- Les liens internes (vers d'autres articles de Wikipédia) sont à choisir avec parcimonie. Créez des liens vers des articles approfondissant le sujet. Les termes génériques sans rapport avec le sujet sont à éviter, ainsi que les répétitions de liens vers un même terme.
- Les liens externes sont à placer uniquement dans une section « Liens externes », à la fin de l'article. Ces liens sont à choisir avec parcimonie suivant les règles définies. Si un lien sert de source à l'article, son insertion dans le texte est à faire par les notes de bas de page.
- La présentation des références doit suivre les conventions bibliographiques. Il est recommandé d'utiliser les modèles {{Ouvrage}}, {{Chapitre}}, {{Article}}, {{Lien web}} et/ou {{Bibliographie}}. Le mode d'édition visuel peut mettre en forme automatiquement les références.
- Insérer une infobox (cadre d'informations à droite) n'est pas obligatoire pour parachever la mise en page.

Pour une aide détaillée, merci de consulter Aide:Wikification.
Si vous pensez que ces points ont été résolus, vous pouvez retirer ce bandeau et améliorer la mise en forme d'un autre article.
Pour les articles homonymes, voir Beaumont.
Hugues de Beaumont est un peintre français, né à Chouzy (Loir-et-Cher), le 26 octobre 1874, mort à Rouziers (Indre-et-Loire), le 6 juin 1947.

## Biographie
Élève de Gustave Moreau, de Théobald Chartran et d'Albert Maignan, il remporte deux fois le prix Troyon de l'Institut (1895 et 1897). Membre du Comité de la Société nationale des beaux-arts, il expose aux Artistes français de 1892 à 1902, à la Nationale des Beaux-Arts à partir de 1902 et prend part aux expositions de Barcelone (1912), Chicago (1919), Wiesbaden (1920), Amsterdam (1926), Bruxelles et Tokyo (1928). Associé en 1903 à la Nationale, il est nommé sociétaire en 1910 et membre du jury en 1913.
Mobilisé en août 1914, il est grièvement blessé devant Bapaume en septembre 1914 et fait prisonnier. 
Il est fait chevalier de la Légion d'honneur en 1930.
Il est élu président du syndicat de la propriété artistique en 1934.

## Salons
- 1895 - Salon des artistes français, Intérieur et Portrait de Mr Pierre du G… (no 127 du catalogue)
- 1895 - Académie des beaux-arts (France), concours Troyon (Effet de crépuscule) (Tableau no 34)
- 1897 - Salon des artistes français, Intérieur (no 100 du catalogue)
- 1897 - Académie des beaux-arts (France), concours Troyon (paysage) (Tableau no 38)
- 1898 - Salon des artistes français, Une répétition; Étude d'intérieur (no 122 du catalogue)
- 1899 - Salon des artistes français, Chambre de malade (no 119 du catalogue) et L'église Saint-Étienne, à Toulouse (no 120 du catalogue)
- 1900 - Salon des artistes français, Le goûter (no 80 du catalogue)
- 1901 - Salon des artistes français, Confidences (no 125 du catalogue) et Jeune fille en blanc; portrait (no 126 du catalogue et photo page 101)
- Salon de 1902 - Société nationale des beaux-arts, Portrait d'aveugle, Sous la lampe et Intérieur d'église pauvre
- Salon de 1903 - Société nationale des beaux-arts, Grand dîner
- Salon de 1904 - Société nationale des beaux-arts, Liseuse endormie, Intérieur de salon Louis XVI, Intérieur et La partie d'échec
- Salon de 1905 - Société nationale des beaux-arts, Après-midi d'été, Intérieur de salle à manger, Dimanche soir à la Comédie Française
- Salon de 1906 - Société nationale des beaux-arts, Portrait de femme
- Salon de 1907 - Société nationale des beaux-arts, Fête travestie vendu au Japon en 1991.
- Salon de 1908 - Société nationale des beaux-arts, Portrait d'un chasseur - Lien : (Page 76 du catalogue) : Société Nationale des Beaux-Arts. Catalogue illustré du Salon de 1908
- Salon de 1909 - Société nationale des beaux-arts, Intérieur (Représentant la chambre à coucher d'Henri Cain)
- Salon de 1910 - Société nationale des beaux-arts, Intérieur (Représentant une salle de la collection d'Henri Cain), Intérieur (Représentant le salon de la Duchesse de Maillé), et Intérieur (Représentant un salon jaune plein de tableaux, chez Henri Cain)
- Salon de 1911 - Société nationale des beaux-arts, Scène de théâtre et Intérieur de l'atelier d'Albert Maignan
- Salon de 1912 - Société nationale des beaux-arts, L'antiquaire
- Salon de 1913 - Société nationale des beaux-arts, Les héritiers, Le marchand d'estampes et Intérieur (Représentant un coin de la collection, chez Jacques Doucet (couturier))
- Salon de 1914 - Société nationale des beaux-arts, Portrait d'un chanoine
- Salon de 1918 - Société nationale des beaux-arts, Portrait d'un jeune poilu
- Salon de 1919 - Société nationale des beaux-arts, Portrait d'un Évêque
- Salon de 1920 - Société nationale des beaux-arts, Assemblée générale : Le conseil et Coin de Thann bombardé
- Salon de 1921 - Société nationale des beaux-arts, De cujus, La Pythonisse et La visite des parents pauvres
- Salon de 1922 - Société nationale des beaux-arts, Portrait
- Salon de 1923 - Société nationale des beaux-arts, Enterrement d'un notable à Fribourg (Suisse), La consultation
- Salon de 1924 - Société nationale des beaux-arts, Divertissement bachique, Les adversaires, et Portrait de Louis Gillet
- Salon de 1925 - Société nationale des beaux-arts, Engagé volontaire de 1914 et L'oncle à l'héritage
- Salon de 1926 - Société nationale des beaux-arts, Feux de Bengale et Portrait d'Henry Cochin
- Salon de 1927 - Société nationale des beaux-arts, Fantaisie nocturne, Portrait de Jean-Gabriel Goulinat, Portrait de Georges Picard et  Portrait du R. Père Gillet
- Salon de 1928 - Société nationale des beaux-arts, Portrait d'un gentilhomme campagnard, Nature morte de lapins, Visite de commission à l'atelier Lien : (Page 315/316 de la Gazette des beaux-arts) :
- Salon de 1929 - Société nationale des beaux-arts, Réunion d'amis à l'atelier
- Salon de 1930 - Société nationale des beaux-arts, Croque-morts de village, L'enterrement (à la campagne)
- Salon de 1931 - Société nationale des beaux-arts, Un grand nu, Études de fleurs et 2 portraits
- Salon de 1932 - Société nationale des beaux-arts, Fantaisie nocturne, Portrait de André Dauchez, Portrait de Jean-Georges Achard et  Portrait de Joseph Pinchon
- Salon de 1933 - Société nationale des beaux-arts, La consultation, Soirée en famille, Portrait de femme en habit de Diaconesse
- Salon de 1934 - Société nationale des beaux-arts, Portrait de jeune fille, Portrait de professeur, Le soir du 6 février, Scène vécue Lien : (Page 44/45 de La revue de l'art) :
- Salon de 1935 - Société nationale des beaux-arts, Scène de théâtre mondain, Portrait de femme (Comtesse Michel de Beaumont), Portrait du Comte Jean de Beaumont
- Salon de 1936 - Société nationale des beaux-arts, Portrait d'Emmanuel de La Villéon
- Salon de 1938 - Salon National Indépendant fondé par André Dauchez
- Salon de 1939 - Salon National Indépendant, Portrait de Léo Larguier
- Salon de 1940 - Salon National Indépendant, au Palais de Chaillot Portrait de Léo Larguier
- 1941 - Salon des artistes français,
- Salon de 1942 - Salon National Indépendant, au Palais de Tokyo Portrait d'Chartiste
- Salon de 1943 - Salon National Indépendant, au Musée Galliera Portrait d'Emile Roque
- 1944 - Salon des artistes français, au Palais de Tokyo(mai), L'amateur de gravures (Portrait du Baron Raymond Auvray)
- Salon de 1944 - Salon National Indépendant, au Palais de Tokyo (Juillet) Notre facteur auxiliaire (Juillet)

## Expositions
- 1902

- Exposition privée - Galerie Silberberg, 29, rue Taitbout
- 1903, 1904, 1905

- Exposition au cercle Volney
- 1905, 1906

- Exposition de la société Les Intimistes - Galerie Graves, 18 rue Caumartin
- 1920

- Exposition - Galerie Chaine et Simonson, 19, rue Caumartin
- 1923

- Exposition à l'institut Carnegie à Pittsburgh (mai)
- Exposition à la galerie Simonson (avril)
- Exposition à Brighton (août/septembre)
- Exposition à Tours au salon des artistes Tourangeaux (mai)
- Exposition à la galerie de la Boétie au groupe Rénovation
- 1924

- Exposition à la Palette française (novembre/décembre)
- 1925

- Exposition à Rouen (mai)
- 1926

- Exposition des élèves de l'atelier de Gustave Moreau pour célébrer son centenaire, à la galerie Georges Petit (avril)
- 1927

- Exposition particulière (environ 110 toiles) à la Galerie Charpentier (novembre/décembre) dont L'Abandonné acquis par l'État (Musée du Luxembourg)
- Exposition à Tokyo
- 1928

- Exposition à Pau (février)
- 1930

- Exposition à la galerie Fernand Windels, 240bis boulevard Saint Germain
- 1932

- Exposition particulière à la Galerie Charpentier
- 1933

- Exposition à Chartres
- 1934

- Exposition au Musée du Jeu de Paume
- Exposition au Salon d'hiver
- 1935

- Exposition particulière Fleurs et natures mortes à la Galerie Charpentier (du 30 janvier au 19 février)
- Exposition à la galerie Guy-Stein (février), rue de la Boétie
- Exposition particulière La comédie humaine à la galerie Reitlinger (février), 12 rue de la Boétie (du 30 mars au 13 avril) dont Les Intrus 
- Exposition au musée Galliera
- 1936

- Exposition à Bordeaux
- Exposition aux beaux-arts de Tours
- 1937

- Exposition du "Groupe indépendant à la national" à la Galerie Charpentier (avril/mai) dont portrait de Léon Chancerel
- Exposition - Exposition Internationale de Paris en 1937 Théâtre du Trocadéro ; (actuel théâtre de Chaillot), portrait de Bernard Naudin
- 1939

- Exposition de la "Grande semaine à Tours" à l'Hôtel de ville (mai)
posthumes
- 1998

-  Exposition dans son dernier atelier parisien au 99 rue du Bac (Octobre)

## Œuvres
- Intérieur d'un salon Louis XVI, musée de Montpellier
- Intérieur, musée du Luxembourg (Paris)
- Portrait de Joseph Pinchon, Musée de Senlis 
- Nu couché, musée de Nantes (1931)

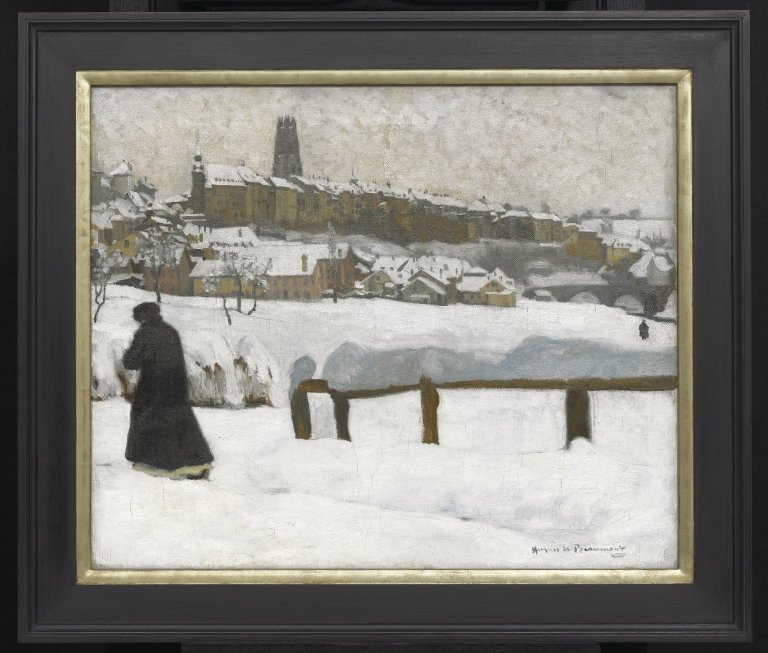
Fribourg sous la neige, musée de Brooklyn
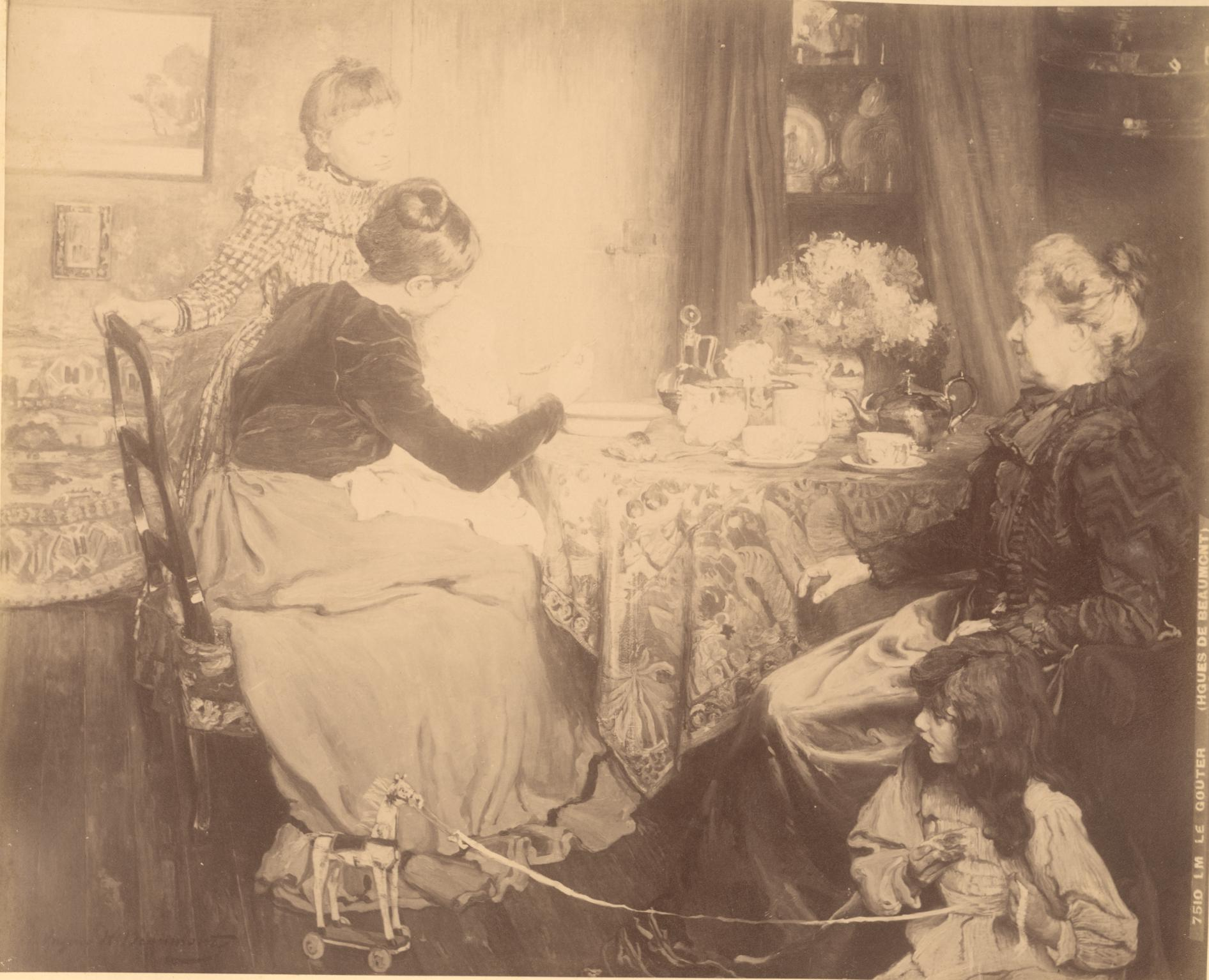
Le goûter, Musée Granet, Aix-en-Provence

## Honneurs et distinctions
- 1895 - Lauréat du concours Troyon décerné par Académie des beaux-arts (France), prix de l'institut.
- 1897 - Lauréat du concours Troyon décerné par Académie des beaux-arts (France), sous la présidence d'Oscar Roty
- 1899 - Mention honorable au Salon des artistes français
- 1903 - Nommé associé à l'assemblée générale des sociétaires de la Société nationale des beaux-arts sous la présidence de Carolus-Duran
- 1910 - Nommé Sociétaire de la Société nationale des beaux-arts
- 1913 - Membre du jury de la Société nationale des beaux-arts
- 1923 - Élu membre du comité de la Société nationale des beaux-arts
- 1930 - Chevalier de la Légion d'honneur
- 1934 - Président du syndicat de la propriété artistique
- 1938 - Membre du comité de la société : Salon National Indépendant